# Loboparius punctatissimus
Loboparius punctatissimus är en skalbaggsart som beskrevs av Antoine Boucomont 1921. Loboparius punctatissimus ingår i släktet Loboparius och familjen Aphodiidae. Inga underarter finns listade i Catalogue of Life.